# پایگاه هوایی ملک حسین
پایگاه هوایی ملک حسین در حومه شهر المفرق در ۸۰ کیلومتری امان، پایتخت اردن و در نزدیکی مرز آن کشور با سوریه قرار دارد.